# Empang Baru
Empang Baru is een bestuurslaag in het regentschap Siak van de provincie Riau, Indonesië. Empang Baru telt 1894 inwoners (volkstelling 2010).